# Ян Серафін

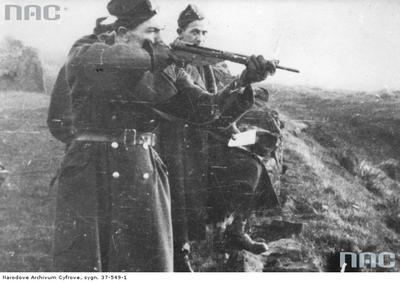
Тренування зі стрільби Тихого Невидимого. З пістолетом-кулеметом «Стен» лейтенант «Czerchawa» — Ян Серафін, на задньому плані курсант «Тополя» — Отто Вишневський.

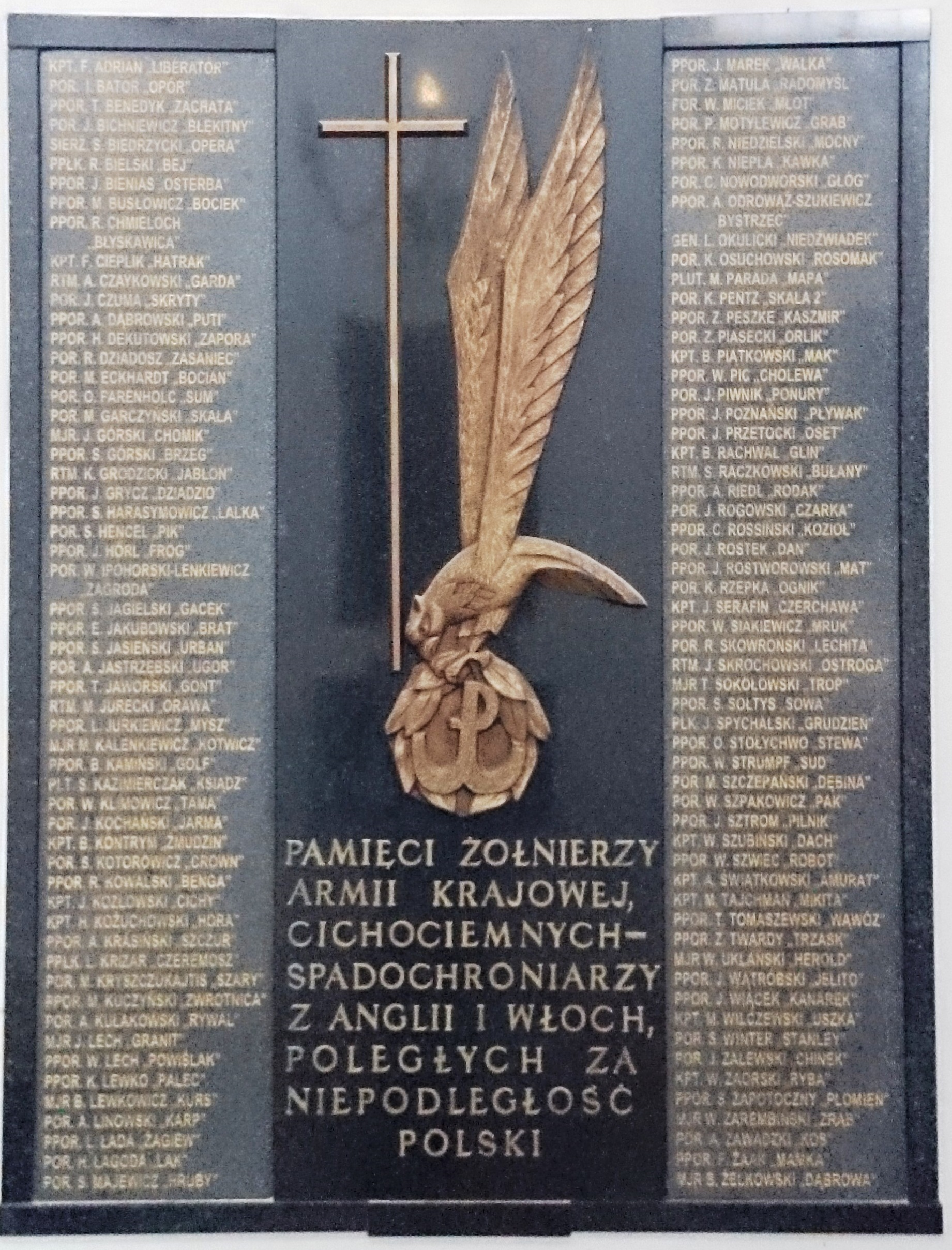
Меморіальна ошка в костелі св. Яцека у Варшаві, яка вшановує пам'ять загиблих Тихотемних, зокрема Яна Серафіна.

Ян Серафін, псевдонім Черхава (народився 30 грудня 1913 в Чукві, помер 20 травня 1944 в Опатковіце) — другий лейтенант піхоти Війська Польського, дипломований капітан Збройних Сил Польщі та Армії Крайової, тихотемний.

## Біографія
Ян Серафін народився в Чукві (Самбірський район), син Михайла та Барбари, уродженої Чупек. Його батько був ковалем. У 1925 році закінчив початкову школу в Чукві, а потім навчався у 2-ій державній неповній середній школі Миколи Коперника в Самборі. У школі був старостою 8 класу, головою ради учнівського самоврядування (з його ініціативи було розпочато акцію по збору вживаного одягу та взуття для потребуючих), скарбником учнівської читальні, а також був зав. член історичної секції. У 1934 році склав іспит на закінчення середньої школи .
Продовжив освіту в піхотній резервній кадетській школі в Рожані (з вересня 1934 р.), а потім (з жовтня 1935 р.) в піхотній резервній кадетській школі в Коморові поблизу Острува-Мазовецького . Закінчив цю школу в 1937 році і отримав звання другого лейтенанта піхотного офіцерського корпусу з вислугою 1 жовтня 1937 на 48-му місці . Був призначений до 14-го піхотного полку з Влоцлавека. 16 березня 1938 року служив командиром взводу в 7-й стрілецькій роті (командував лейтенант Мєчислав Зімнал) у 3-му батальйоні 14-го піхотного полку . 23 березня 1939 року командував взводом у 6-й стрілецькій роті у 2-му батальйоні 14-го піхотного полку  і перебував на 48-му місці серед підпоручиків стрілецького корпусу за своїм старшинством . Організаційний наказ № 3 від 26 травня 1939 р. під командуванням командира 14-го піхотного полку, Владислава Дзюбка, старшого лейтенанта, Яна Серафіна знову призначили командиром взводу 6-ї стрілецької роти 14-го піхотного полку (штатним командиром роти був тоді капітан Міхал Назембло, його замінив підпоручик Едвард Доршевський, а командиром 2-го батальйону був майор Ян Лобза) . 4 червня 1939 року старший лейтенант Ян Серафін разом із делегацією 14-го піхотного полку брав участь у церемонії вручення подарунків громадськості в Ліпно Фонду національної оборони . Тим часом з жовтня 1938 р. по березень 1939 р. Ян Серафін служив у варшавському столичному батальйоні  .

## Друга світова війна
У вересні 1939 року воював у лавах 144-го запасного піхотного полку, в якому командував взводом, а потім ротою. Брав участь у боях проти німців під Кутно, Ловичем, Жирардовом, Модліном, Мінськом Мазовецьким і Старою Мілосною, де був поранений в обличчя. Потім брав участь в обороні Варшави. Після капітуляції столиці виїхав до Львова, де переховувався від радянських служб до 10 жовтня 1939 року. У ніч з 19 на 20 жовтня він перетнув польсько-угорський кордон біля Яблониці. Був інтернований в Угорщині і утримувався в Егері, звідки втік 21 листопада 1939 року. У другій половині листопада він безуспішно намагався перетнути кордон Югославії. Тільки після отримання паспорта в Будапешті, через Югославію та Італію, він прибув 8 грудня 1939 року до Франції .
Він вступив до польських збройних сил і був направлений до Camp de Coëtquidan, де закінчив офіцерські курси (від 1 до 31 березня 1940 р.). Потім був призначений командиром 2-го взводу у 2-й роті 1-го батальйону 3-го Сілезького гренадерського полку 1-ї гренадерської дивізії . У період з 15 травня по 10 червня 1940р він був у Марселі на курсах вогнеметів у 4-й французькій армії, а після їх закінчення був призначений до французького 69-го залізничного стрілецького полку. Брав участь у боях під Шармом і Морвілем, а після розгрому полку 23 червня 1940 року потрапив у німецький полон, з якого втік 23 липня того ж року. Потрапив до неокупованої Франції (1 серпня 1940 р. з'явився у військовий табір Камп де Карпіань). Там він зайняв (20 листопада 1940 р.) посаду командира колишньої польської робочої роти при французькій частині. У травні 1941 року Ян Серафін служив у Польській військовій місії і в розвідувальній установі в Марселі. 1 серпня 1941 року очолив групу передачі, з якою потрапив до Іспанії. Він дістався Барселони, потім Мадрида (1 вересня 1941 року), а на початку жовтня перетнув кордон з Португалією. 1 грудня 1941 року він відправився морем до Гібралтару, а 5 січня 1942 року на борту трансатлантичного лайнера м/с «Баторій» прибув до Великої Британії .
27 січня 1942р його було направлено до 1-го офіцерського навчального батальйону, а потім (28 січня 1942 року) був направлений піхотним навчальним центром, де він закінчив восьмитижневі курси для командирів рот у Данфермліні, Шотландія. У період з 3 липня по 28 жовтня того ж року проходив стажування в британських військах.

## Тихотемний
Добровольцем пішов на службу в окуповану країну. 29 жовтня 1942 р. переведений у розпорядження 6-го відділу Ставу Головкому, де пройшов диверсійну підготовку. Після складання вступного іспиту (відбувався 1 березня 1943 р., з 4 квітня по 18 червня 1943 р. проходив підготовчі курси до Військової академії, а 10 липня 1943 р. (після проходження практики в лінійній частині) він став студентом 3 курсу за кордоном у цій же школі. Після закінчення курсів (курси проводилися в шотландському містечку Еддлстон і закінчилися 18 грудня 1943 р.) він отримав звання дипломованого офіцера. Пройшов штабну підготовку і 19 січня 1944 року прийняв присягу VI відділу Ставки Головкому. Потім його перевели до Головної метастатичної бази в Бріндізі, Італія .
Висадка була здійснена в ніч з 19 на 20 травня 1944 року в авіаоперації «Веллер 18» під командуванням капітана Kazimierz Wünsche з літака Liberator BZ-965 «S» (1586 Eskadra PAF), до приймального пункту «Jaśmin» біля села Опатковиці (Пулавський повіт). З ним стрибнули: лейт. Рудольф Дзядош, кап. диплом Людвік Фортуна, вул. сержант Олександр Левандовський.
Капітан Ян Серафін загинув як парашутист через те, що парашут не розкрився. Похований на цвинтарі у Високому Коло під ім'ям Юзеф Черхала .
У нього була наречена-англійка Крістін Хун (1912—2002), яка служила на базі в Італії в британському жіночому корпусі FANY. Крістін вийшла заміж за польського пілота Адама Кольчинського (1915—1971), і в 1990 році відвідала могилу Яна у Високому Коло. Її син, який виріс у Південній Африці та Великій Британії, переїхав до Польщі у 2004 році.

## Нагороди
- Хрест Доблесті — чотири рази
- Срібний хрест заслуги з мечами
- Croix de Guerre із золотою зіркою(Франція)[10]

## Вшанування пам'яті
У лівій наві костела св. Яцека на вул. Фрета у Варшаві в 1980 році відкрито пам'ятну дошку в пам'ять про солдатів Армії Крайової, Тихого Невидимого — парашутистів з Англії та Італії, які полягли за незалежність Польщі. Ян Серафін є одним із 110 полеглих Silent Unseen.

## Виноски
- Tucholski, Jędrzej (1984). Cichociemni. Warszawa: Instytut Wydawniczy „Pax”. с. 404. ISBN 8321105378.
- Tucholski, Jędrzej (1984). Cichociemni 1941–1945 – Sylwetki spadochroniarzy. Wojskowy Instytut Historyczny. с. 225–226.
- Ciesielski, Zdzisław (2008). Dzieje 14 Pułku Piechoty w latach 1918-1939. Toruń: Wyd. Adam Marszałek. ISBN 978-83-7441-937-6.
- Barański, Henryk (1970). Piechota 1939-1945. Zeszyt 2. Londyn: Polish Institute.
- Rybka, Ryszard (2006). Rocznik oficerski 1939: stan na dzień 23 marca 1939. Kraków: Księgarnia Akademicka Fundacja Centrum Dokumentacji Czynu Niepodległościowego. ISBN 83-7188-899-6.
- Tochman, Krzysztof (1996). Słownik biograficzny cichociemnych. Tom 2. Rzeszów: Wydawnictwo ABRES. ISBN 83-902499-5-2.
- Rybka, Ryszard (2003). Awanse oficerskie w wojsku polskim 1935 - 1939. Warszawa: Fundacja Centrum Dokumentacji Czynu Niepodległościowego. ISBN 978-83-7188-691-1.
- Szczepaniak, Artur (2018). Batalion Stołeczny. Wielka księga piechoty polskiej 1918 - 1939. T. 32. Warszawa: Edipresse Polska S.A. ISBN 978-83-7945-413-6.